# Киностудия
Киносту́дия (от кино и итал. studio — изучение; комната для занятий) — организация, предоставляющая технические и иные средства, необходимые для кинопроизводства.

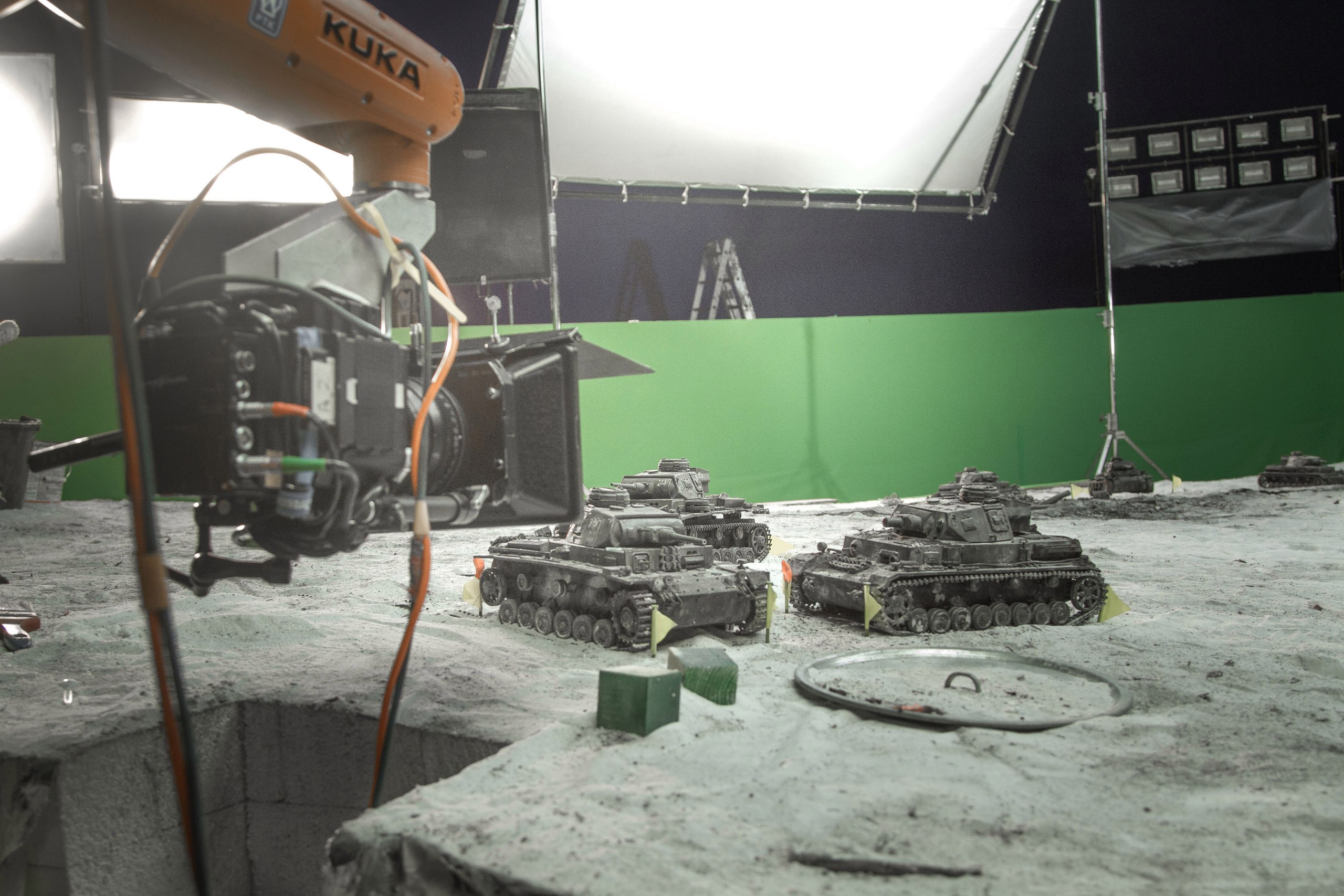
Съёмка моделей танков в павильоне киностудии «Ленфильм» для фильма «Двадцать восемь панфиловцев»

## Классификация
В зависимости от характера фильмов различают киностудии:
- художественных фильмов;
- документальных фильмов;
- научно-популярных и учебных фильмов;
- мультипликационных фильмов;
- порнографических фильмов;

## Состав киностудии
Киностудия — специализированное предприятие, обеспечивающее полный технологический цикл от написания сценария до выпуска готовых фильмокопий. Современная КС — сложный производственный организм, в котором сочетаются художественно-творческие и производственно-технические процессы. КС специализируются на отдельных видах кинопроизводства.
Основным производственным звеном на киностудии является съёмочная группа, в которой под руководством режиссёра-постановщика объединяются на период создания фильма производственно-творческие работники. Сценарный отдел киностудии выполняет работу по подготовке сценариев, начиная с заказа их авторам до окончательной редакции текста фильма. После сдачи сценария в производство наступает подготовительный период, в течение которого изготовляются эскизы декораций, костюмы, а также подбираются актёры. Цеха и мастерские отдела подготовки готовят костюмы, мебель, реквизит. В съёмочном периоде большой объём работ выполняют цеха декоративно-технических сооружений, съёмочной техники, звукотехнический, осветительный комбинированных съёмок, киномонтажа и обработки фильмов. Существенное значение для работы киностудии имеет планировка её территории и помещений. Съёмки проводятся в киносъёмочных павильонах, являющихся основными производственными помещениями киностудии. Они оснащаются различного рода приспособлениями для механизации трудоёмких работ и электрооборудованием; стены и потолки покрываются звукопоглощающим материалом. Оборудование рабочего потолка павильона состоит из системы колосниковых переходов, подвесных электроталей и мостков и служит для крепления элементов декораций, подъёма осветительной аппаратуры, подвески фонов и заспинников, а также для монтажа подвесных осветительных лесов. Размеры павильонов от 400 до 3000 кв. м. при высоте от 6 до 25 м.
Киностудии документально-хроникальных фильмов по своей структуре и оснащению отличаются от киностудий художественных фильмов. Основным видом съёмок на таких киностудиях являются съёмки на натуре. Киностудии научно-популярных и учебных фильмов сочетают в своей работе методы, характерные при создании как художественных и документальных, так и мультипликационных фильмов. Специфической особенностью производства научно-популярных фильмов является применение скоростной киносъёмки, микрокиносъёмки, подводной киносъёмки и др.
В России административное и технологическое разделение киностудии происходит на разные цеха:
- Павильоны с обслуживающими помещениями;
- Помещение для съёмочных групп, где располагаются актёры;
- Цеха подготовки к съёмке (гримёрный, реквизит);
- Цех декоративно-технических сооружений;
- Миграционный комплекс (установочно-отделочный, столярный);
- Прочие склады (мебельные);
- Светотехнический цех;
- Цех съёмочной техники;
- Звукотехнический цех;
- Цех монтажа;
- Цех обработки плёнки и склады для её хранения;
- Фотоцех и ателье для фотопроб актёров;
- Фотохозяйство;
- Гараж спецмашин;
- Оружейно-пиротехническое хозяйство;
- Каскадёрский цех;
- Цех комбинированных съёмок;
- Общестудийные хозяйственные службы (столовая, медпункт);
- Энергетическое хозяйство (электростанции, подстанции, сети);
- Сантехнический цех (канализация, водоснабжение, вентиляция);
- Разного рода административно-управленческие цеха.

Наиболее крупные российские киностудии находятся в Москве, Санкт-Петербурге (Ленфильм), Екатеринбурге.